# Gyrocotyle urna
Gyrocotyle urna är en plattmaskart som först beskrevs av Wagener 1852.  Gyrocotyle urna ingår i släktet Gyrocotyle och familjen Gyrocotylidae. Inga underarter finns listade i Catalogue of Life.